# Triptychon (Kvandal)
Triptychon (Drieluik) is een compositie van Johan Kvandal. 
Kvandal had einde jaren '70 een kleine reeks successen in zijn composities. De Ibsenkantate werd goed ontvangen, net als zijn Vioolconcert. Kvandal borduurde verder op die twee stukken door in anderhalve maand tijd Triptychon te schrijven. Dit muzikale drieluik (middenstuk met inleiding en finale) is geschreven in de ABA-vorm. Het stuk is geschreven voor de festiviteiten rond het zeventigjarig bestaand van het Trondheim Symfoniorkester in 1979. De toenmalige dirigent was Finn Audun Oftedal. Volgens de componist is het een muzikale omschrijving van de Trondheimers, de “ware” Noren. Noorse koningen werden alleen geaccepteerd als ze zich in Trondheim lieten kronen, aldus diezelfde componist. 
Het werk kende ook in het buitenland een bescheiden succes. Mariss Jansons nam het werk mee om het uit te voeren tijdens het Edinburgh Festival in 1989, uiteraard met zijn toenmalige orkest Oslo Filharmoniske Orkester. Van beide uitvoeringen (1979 en 1989) zijn opnamen gemaakt voor niet commerciële doeleinden.
Triptychon is geschreven voor
- 3 dwarsfluiten (III ook piccolo), 2 hobo’s,  2 klarinetten, 2 fagotten
- 4 hoorns, 3 trompetten, 3 trombones, 1 tuba
- pauken,  percussie
- violen, altviolen, celli, contrabassen